# لئوناردو برونی
لئوناردو برونی (انگلیسی: Leonardo Bruni; ۱ ژانویهٔ ۱۳۷۰ – ۹ مارس ۱۴۴۴)، مورخ و دولتمرد ایتالیایی که هر از گاهی به عنوان مهم‌ترین انسان‌گرا دورهٔ ابتدایی رنسانس شناخته می‌شود. همچنین وی به عنوان نخستین مورخ مدرن نیز معرفی شده است. وی  نخستین کسی است که در مورد سه دوره باستان، قرون وسطی و مدرن نوشته است.